# 4422 Jarre
4422 Jarre este un asteroid din centura principală, descoperit pe 17 octombrie 1942 de Louis Boyer.